# 파르하르
파르하르(타지크어: Фархор)는 타지키스탄 하틀론주에 있는 도시다. 아프가니스탄과 국경을 접하는 도시이다.